# حملات به پایگاه‌های آمریکا در طول جنگ غزه
از ۱۷ اکتبر ۲۰۲۳ و در واکنش به حمایت آمریکا از اسرائیل در جنگ غزه، شبه‌نظامیان مورد حمایت ایران مجموعهٔ هماهنگ شده‌ای از بیش از ۱۷۰ حمله به پایگاه‌ها و دارایی‌های نظامی آمریکا در سوریه، عراق و اردن را شروع کردند. این حملات منجر به زخمی شدن ده‌ها تن از نظامیان آمریکایی شد. به تلافی آنها، ایالات متحده ضدحمله‌های متعددی را آغاز کرده است که منجر به کشته شدن بیش از ۳۰ شبه نظامی از جمله مشتاق طالب السعیدی، فرمانده ارشد جنبش مقاومت اسلامی نجباء شده است.

## واکنش دولت عراق
در ۵ ژانویه ۲۰۲۴، محمد شیاع السودانی، نخست‌وزیر عراق، اعلام کرد که دولت عراق فرآیندی را برای خارج کردن ائتلاف نظامی بین‌المللی به رهبری ایالات متحده در پی حمله پهپادهای آمریکایی به بغداد که منجر به ترور مشتاق طالب السعیدی شد، آغاز خواهد کرد. پس از حملات ۲۳ ژانویه ۲۰۲۴ ایالات متحده در عراق، ایالات متحده و دولت عراق توافق کردند که گفتگوها را در مورد آینده حضور نظامی ایالات متحده در عراق، از جمله بحث در مورد امکان خروج کامل نظامی ایالات متحده از عراق، آغاز کنند.